# パンダカー

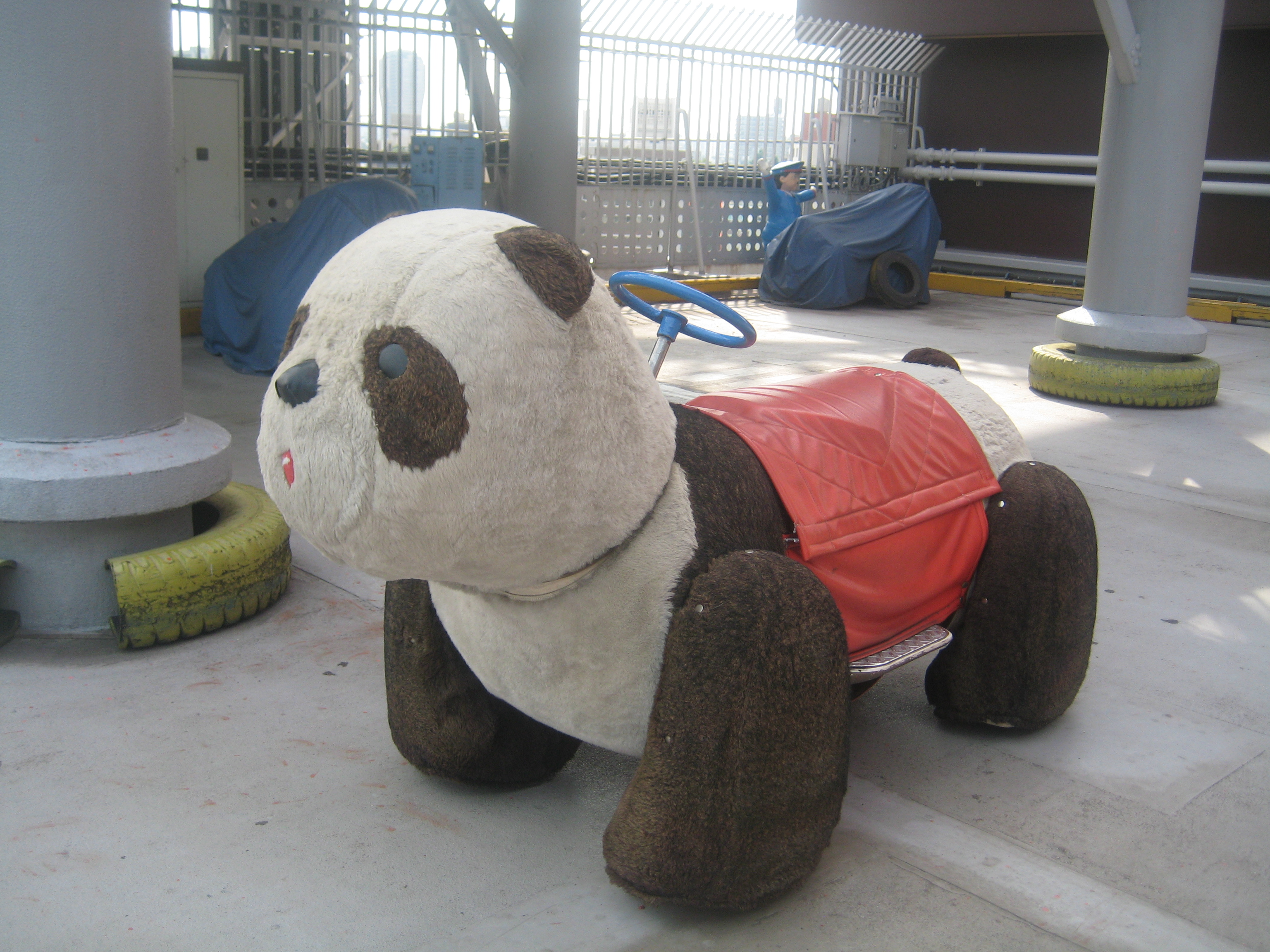
東京タワー屋上遊園地（2007年撮影）

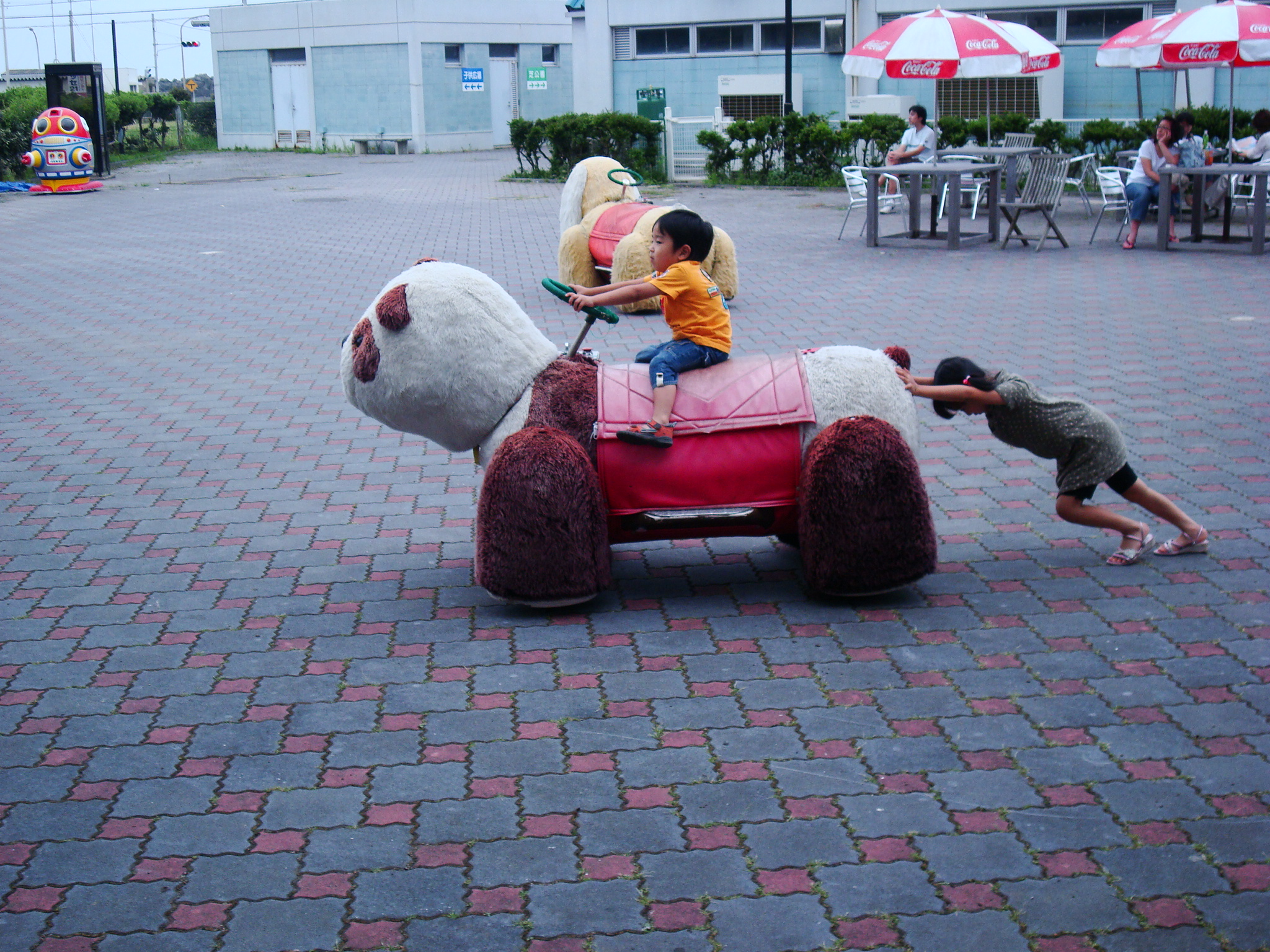
銚子ウオッセ21（2008年撮影）

パンダカーは、子供用乗馬式ジャイアントパンダ型電気自動車の通称。パンダ以外の姿を模した同乗り物を含む場合は「メロディペット」（商品名）、「サファリペット」、「バッテリーカー」などが総称として使われることが多い。

## 概要
ぬいぐるみ式（布製や革製）や塗装式がある。コインを投入すると「通りゃんせ」などの電子メロディが流れるものが主流である。車種によってはメロディの切り替えが可能なものや足が動くものもある。ハンドルの形状はO字型・V字型・U字型がある。定員は一部車種を除き、基本的にこども1名。ただし、保護者1名の同乗は可。「パンダの背中に乗って散歩する」という子供の夢を叶えた人気アトラクションであったが、平成以降は低迷期を迎えた。そのため、新たに製造されることは稀であり、老朽化や閉園に伴い処分される個体が多い。
1984年2月に花やしきの経営にも関わっていた東洋娯楽機株式会社（トーゴ (エレメカ・コースターメーカー)）が、ぬいぐるみ式バッテリーカー「メロディペット」として「犬（イヌくん）」「ライオン（ライオンくん）」の2機種で販売したのが最初と言われている。（続いて「ロバ」、そして「パンダ」と続いて販売されている。）

## エピソード
- 漫画『行け!稲中卓球部』に移動用乗り物として登場する[3]。
- 2013年にマキシマム ザ ホルモンが参加したタワーレコードのポスターの演出に起用された[6]。
- 2016年、メロディペット愛好家[注釈 1]で現存数の全国調査も行なっているアーティスト竹内みかが同乗り物を題材とした絵画で「HB Galleryファイルコンペ 日下潤一賞（大賞）」を受賞した[7]。
- 東武動物公園にはホワイトタイガー、手取フィッシュランドにはマスコットキャラ「テドリン」を模したオリジナルの同乗り物がある[3]。
- 2015年8月〜10月にカプコン「魔界村」30周年イベントとして、花やしきとのコラボでスタンプラリーイベント「花魔界村」が開催され、同イベント用キャラやグッズイラストにパンダカーが採用された[8]。
- 2016年11月〜12月にロックマンエグゼと花やしきのコラボで園内での謎解きイベント「ロックマン エグゼ ハナヤシキミッション2」第一話「『パンダカーの暴走を阻止せよ！』～現実攻防編～」と第二話「『暴走パンダカーの元凶を撃破せよ！』 ～電脳決戦編～」が開催された[9]。また、記念キャラとして敵キャラロボット「パンダカーゴスペル」が製作された[10]。
- 2019年4月に絵本「ぼく、パンダカーです。」が発売されるのを記念して、キャンペーンガール「パンダカー娘」オーディションがSHOWROOMで開催され、鈴原知花が選出された[5]。

## 花やしきのパンダカー
株式会社花やしきが2006年から2009年にかけて8つの区分で「パンダカー」の商標を取得している。
浅草花やしきはパンダカーファンの聖地といわれ、マスコットとしてオリジナルパンダカーグッズの販売を展開している。
2016年から花やしきが開催している夜間イルミネーションイベント「ルミヤシキ」では、ライトアップされた「パンダカーイルミネーション」が展示されている。

## メロディペット
メロディペットは、株式会社エーツーレジャーが製造・販売する遊園地用2人乗りぬいぐるみ型電気自動車の商品名。2019年現在1人乗りのメロディペットミニ（85万円）のみ販売している。エーツーレジャーは遊園地用バッテリーカーの製造・販売を1969年に開始。（メロディペットの開発年は不明）

## その他の製品
「アニマルバッテリーカー」や「ウォーキーアニマル」などがあり、イベント用に貸し出されている。（共にメーカー不明）

## 海外
竹内の調査で台湾の遊園地にパンダ型やイヌ型が残存していることが確認された。

## 書籍
- 絵本「ぼく、パンダカーです。」（2019年）文：あいはらひろゆき、絵：中元寺隆夢